# Josef Bruckmüller
Josef Bruckmüller (* 5. Januar 1880 in Wien; † 1. Oktober 1932 in Düsseldorf) war ein deutsch-österreichischer bildender Künstler.

## Leben
Bruckmüller absolvierte in den Jahren 1894 bis 1898 eine Lehre als Ziseleur in der Silberwarenfabrik Adolf Goldberger, danach besuchte er die Fachschule für Gold- und Silberschmiede Wien. Dann studierte er an der Kunstgewerbeschule Wien, einer Bildungseinrichtung am k. k. Österreichischen Museum für Kunst und Industrie. 1898/1899 war er dort Schüler von Willibald Schulmeister, von 1899 bis 1901 von Alfred Roller, in den Jahren 1901/1902 von Josef Hoffmann. Während Schulmeister seine Malerei prägte, entwickelte sich Bruckmüller unter seinen Lehrern Roller und Hoffmann, die zu den führenden Vertretern der Wiener Secession gezählt werden, zu einem Grafiker des Jugendstils. Die Wiener Kunstzeitschrift Ver Sacrum publizierte mehrere seiner Entwürfe für ornamentalen Buchschmuck und drei seiner Farbholzschnitte. 1903 fand Bruckmüller unter dem Direktorat von Peter Behrens neben seinem österreichischen Landsmann Max Benirschke Anstellung als Lehrer einer Vorbereitungsklasse der Kunstgewerbeschule Düsseldorf, wo er das Fach Zeichnen unterrichtete und dabei seine in Wien erlernten Lehrmethoden anwandte. 1915 wurde er zum Kriegsdienst eingezogen. Am 1. April 1919 wurde er Lehrer der Fachschule für Handwerk und Industrie in Düsseldorf. Als er im Alter von 52 Jahren starb, war er als Studienrat verbeamtet.